# Diócesis de Kibungo
La diócesis de Kibungo (en latín: Dioecesis Kibungensis, en kiñaruanda: Diyosezi Gatolika ya Kibungo) es una circunscripción eclesiástica de la Iglesia católica en Ruanda. Se trata de una diócesis latina, sufragánea de la arquidiócesis de Kigali. Desde el 20 de febrero de 2023 su obispo electo es Jean-Marie Vianney Twagirayezu y su administrador apostólico es el cardenal Antoine Kambanda.

## Territorio y organización
La diócesis tiene 2670 km² y extiende su jurisdicción sobre los fieles católicos de rito latino residentes en los distritos de Kayonza, Kirehe, Ngoma y Rwamagana de la provincia Oriental.
La sede de la diócesis se encuentra en la ciudad de Kibungo, en donde se halla la Catedral de San Pedro.
En 2021 en la diócesis existían 17 parroquias.

## Historia
La diócesis fue erigida el 5 de septiembre de 1968 con la bula Ecclesiam sanctam del papa Pablo VI, obteniendo el territorio de la arquidiócesis de Kabgayi (hoy diócesis de Kabgayi).
Originalmente sufragánea de la arquidiócesis de Kabgayi, pasó a formar parte de la provincia eclesiástica de Kigali el 10 de abril de 1976.
El 5 de noviembre de 1981 entregó una parte de su territorio para la erección de la diócesis de Byumba mediante la bula Quandoquidem experientia del papa Juan Pablo II.

## Estadísticas
Según el Anuario Pontificio 2022 la diócesis tenía a fines de 2021 un total de 632 700 fieles bautizados.
| Año                                                                             | Población            | Población | Población      | Sacerdotes | Sacerdotes    | Sacerdotes    | Bautizados por sacerdote | Diáconos permanentes | Religiosos | Religiosos | Parroquias |
| Año                                                                             | Bautizados católicos | Total     | % de católicos | Total      | Clero secular | Clero regular | Bautizados por sacerdote | Diáconos permanentes | Varones    | Mujeres    | Parroquias |
| ------------------------------------------------------------------------------- | -------------------- | --------- | -------------- | ---------- | ------------- | ------------- | ------------------------ | -------------------- | ---------- | ---------- | ---------- |
| 1969                                                                            | 131 731              | 317 650   | 41.5           | 21         | 17            | 4             | 6272                     |                      | 22         | 54         | 7          |
| 1980                                                                            | 166 846              | 400 000   | 41.7           | 34         | 21            | 13            | 4907                     |                      | 31         | 49         | 11         |
| 1990                                                                            | 223 315              | 495 090   | 45.1           | 33         | 27            | 6             | 6767                     |                      | 23         | 57         | 11         |
| 1999                                                                            | 334 142              | 839 968   | 39.8           | 50         | 41            | 9             | 6682                     |                      | 9          | 90         | 11         |
| 2000                                                                            | 345 935              | 858 397   | 40.3           | 49         | 42            | 7             | 7059                     | 2                    | 7          | 99         | 11         |
| 2002                                                                            | 367 406              | 933 266   | 39.4           | 36         | 36            |               | 10 205                   | 2                    | 5          | 100        | 12         |
| 2003                                                                            | 376 503              | 934 643   | 40.3           | 38         | 38            |               | 9907                     | 2                    | 5          | 93         | 12         |
| 2004                                                                            | 398 700              | 935 809   | 42.6           | 39         | 39            |               | 10 223                   |                      | 6          | 93         | 12         |
| 2006                                                                            | 412 148              | 937 106   | 44.0           | 35         | 35            |               | 11 775                   |                      | 6          | 95         | 12         |
| 2013                                                                            | 402 359              | 1 056 976 | 38.1           | 61         | 61            |               | 6596                     |                      | 5          | 133        | 13         |
| 2016                                                                            | 363 593              | 1 117 408 | 32.5           | 61         | 61            |               | 5960                     |                      | 5          | 122        | 15         |
| 2019                                                                            | 364 830              | 1 032 147 | 35.3           | 66         | 66            |               | 5527                     |                      | 31         | 146        | 20         |
| 2021                                                                            | 632 700              | 1 041 430 | 34.8           | 69         | 0             | 69            | 5256                     |                      | 13         | 109        | 17         |
| Fuente: Catholic-Hierarchy, que a su vez toma los datos del Anuario Pontificio. |                      |           |                |            |               |               |                          |                      |            |            |            |

## Episcopologio
- Joseph Sibomana † (5 de septiembre de 1968-30 de marzo de 1992 retirado)
- Frédéric Rubwejanga (30 de marzo de 1992-28 de agosto de 2007 retirado)
- Kizito Bahujimihigo (28 de agosto de 2007-29 de enero de 2010 renunció)
  - Sede vacante (2010-2013)
- Antoine Kambanda (7 de mayo de 2013-19 de noviembre de 2018 nombrado arzobispo de Kigali)
  - Sede vacante (desde 2018)
  - Antoine Kambanda, desde el 17 de diciembre de 2018 (administrador apostólico)
- Jean-Marie Vianney Twagirayezu, desde el 20 de febrero de 2023